# چیانگ کای‌شک
جیانگ جیه شی (به چینی: 蒋介石، JIANG JIESHI) که معمولاً بر اساس روش لاتین نگاری سابق به صورت چیانگ کای‌شک نوشته می‌شود (زاده ۳۱ اکتبر ۱۸۸۷ – درگذشته ۵ آوریل ۱۹۷۵) رهبر سیاسی و نظامی چینی بود که پس از مرگ سون یات سن در ۱۹۲۵ مدعی رهبری کومینتانگ شد و رهبری حزب را در اختیار گرفت.
او «کوچ شمال» را رهبری کرد و چین را علیه رهبران جنگی بسیج کرد و در سال ۱۹۲۸ با پیروزی به عنوان رهبر عملی جمهوری چین شناخته شد. چیانگ در جنگ دوم چین و ژاپن نیروهای چینی را رهبری کرد در این جنگ موقعیت بین‌المللی او بهبود یافت اما موقعیت داخلی‌اش بدتر شد. در طول جنگ داخلی چین از ۱۹۲۶ تا ۱۹۴۹ چیانگ سعی در شکست دادن حزب کمونیست چین به رهبری مائو تسه تونگ داشت اما موفق به این کار نشد
او برای شکست دادن مائو او را به صلح دعوت کرد و بدین منظور قرارداد صلحی بین او و مائو امضا شد اما چندی بعد چیانگ کای‌شک مفاد قرارداد صلح را زیر پا نهاد و نهایتاً خود به سختی شکست خورد و رهبری سیاسی چین به دست حزب کمونیست چین افتاد. در نتیجه جمهوری خلق چین در سرزمین اصلی چین تأسیس شد و چیانگ و یارانش مجبور به عقب‌نشینی به تایوان شدند. در آن‌جا او تا پایان عمر به عنوان رئیس‌جمهور جمهوری چین و فرماندهٔ کومینتانگ فعالیت کرد.

## نگارخانه

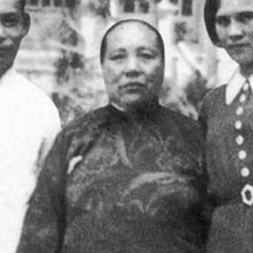
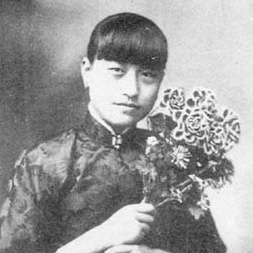